# Anton Winterlin

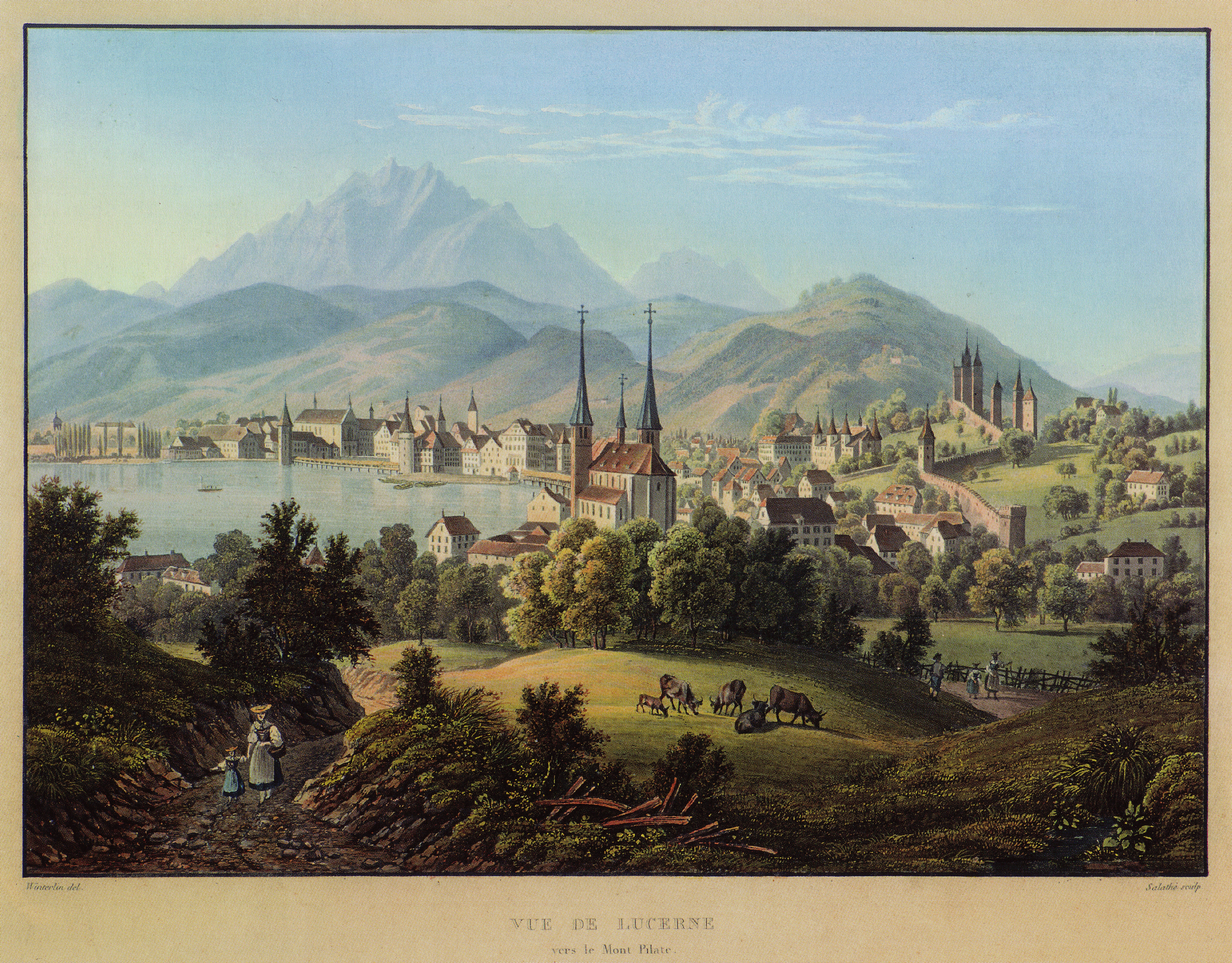
Ansicht Luzerns; kolorierte Aquatinta von Friedrich Salathé nach einer Zeichnung Anton Winterlins

Anton Winterlin (* 15. Juni 1805 in Degerfelden; † 30. März 1894 in Basel) war ein deutsch-schweizerischer Landschaftsmaler und Zeichner der Spätromantik.

## Leben

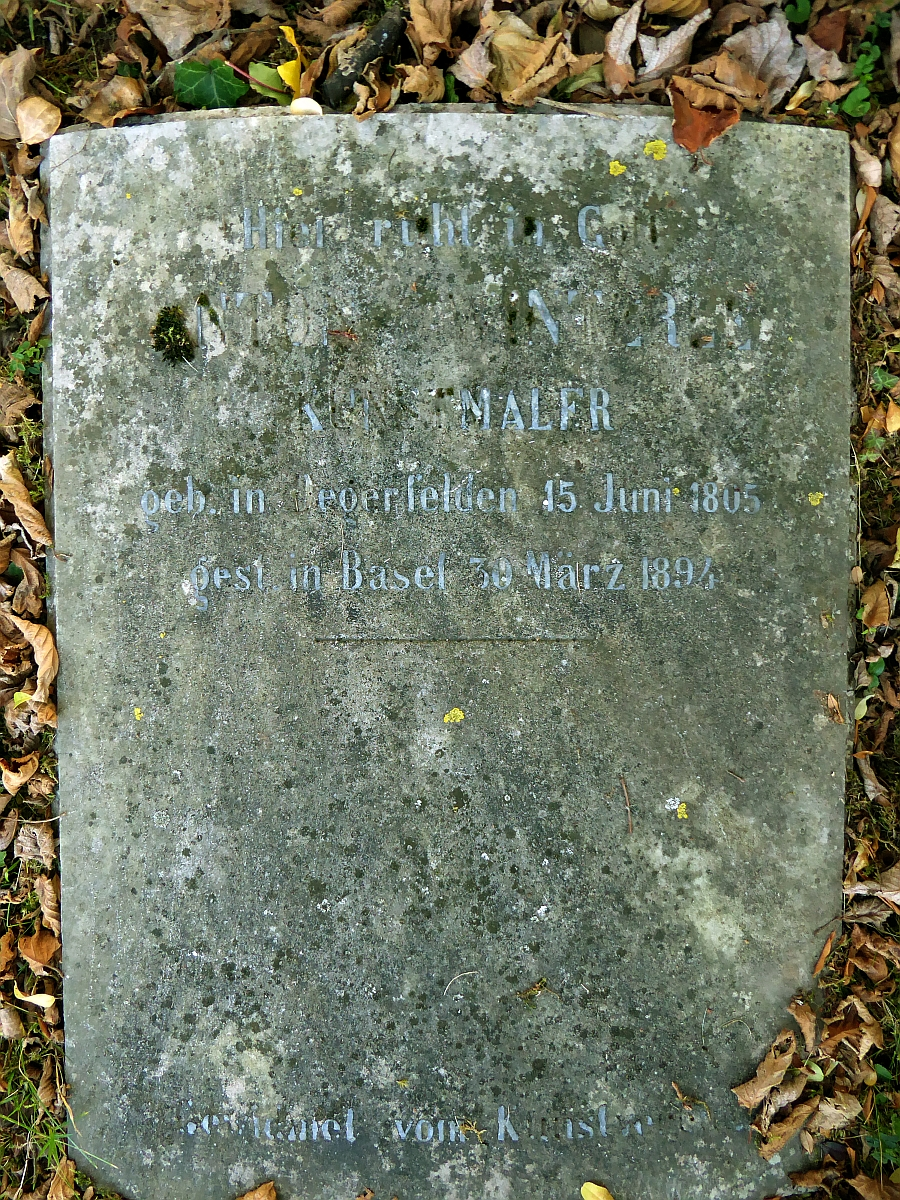
Winterlins Grabstein auf dem Friedhof Wolfgottesacker, Basel

Als Winterlin im Sommer 1805 geboren wurde, gehörte der ehemals vorderösterreichische Breisgau noch zum kurzlebigen Herzogtum Modena-Breisgau – sein Geburtsort Degerfelden gehörte dazu und kam wenige Monate nach seiner Geburt zum Kurfürstentum Baden und schließlich im Folgejahr zum neu gebildeten Großherzogtum Baden. Winterlin stammte aus einer bäuerlichen Familie. Seine Eltern, Michael Winterlin und dessen Ehefrau Luise (geborene Höfle) hatten drei Söhne. Der älteste starb im Kindesalter der dritte, Augustin, wanderte nach Amerika aus. Nach dem Tod der Mutter hatte sein Vater mit seiner zweiten Frau noch zwei Söhne. Der Vater wirkte zeitweise als Gerichtsschreiber und Ortsvogt in Degerfelden.
Winterlin kam 1818 als Dreizehnjähriger nach Basel, wo er bei dem Maler Peter Dussing (Toussaint) Grundkenntnisse der Malerei erlernte. Danach begann er eine Tätigkeit als Zeichner in der Basler Kunsthandlung von Peter Birmann (Birmann und Huber), „wo er fabrikmässig Blätter mit Trachten, historischen Sujets und Schweizer Landschaften kolorierte.“ Der Schweizer Maler, Grafiker und Lithograf Samuel Frey (1785–1836) erkannte Winterlins Talent und ermutigte ihn selbst Bilder zu schaffen. In den zwanziger Jahren des 19. Jahrhunderts entstanden so angeregt zunächst naturgetreue Zeichnungen von Landschaften und Gebäuden in der Umgebung von Basel und später Bilder von anderen Gegenden der Schweiz – insbesondere auch der Alpen. Auf seinen Reisen hielt er seine Objekte fast fotografisch fest und aquarellierte dann die Skizzen. Auf Auftrag wurden die Zeichnungen dann von ihm weiter ausgearbeitet und in vielen Fällen von Lithographen als Vorlage für ihre Arbeiten verwendet. Winterlins Werke fanden so Eingang in viele bürgerliche Haushalte im Raum Basel, aber er wurde nie berühmt und konnte kaum von seiner Arbeit leben. Vielfach wurde bei den Lithographien auch nicht kenntlich gemacht, dass ihnen eine Zeichnung von Winterlin zugrunde liegt.
Ab 1854 lebte er beständig in Basel, wo er ein zurückgezogenes, stilles Leben führte; vorher hatte er zeitweise auch in Degerfelden gelebt. 1881 musste Winterlin aus gesundheitlichen Gründen seine Malerei einstellen und erhielt er vom Basler Kunstverein eine Pension. Der Verein kaufte für ihn auch das Grab auf dem Wolfgottesacker im Basler Kannenfeld. Als Dank für die Unterstützung vermachte Winterlin acht Skizzenbücher dem Kunstverein. Heute sind diese Skizzenbücher im Bestand des Kupferstichkabinetts Basel.
In Rheinfelden-Degerfelden ist eine Straße nach Anton Winterlin benannt.

## Werk
Winterlin widmete sich vorwiegend der Darstellung von schweizerischen Alpenlandschaften in Öl oder Gouache, die im Vergleich zur zeitgenössischen realistischen Malerei noch sehr dem romantischen Ideal der verklärten Landschaft entsprachen. Winterlin war aber auch als Architektur- und Vedutenmaler tätig. Eine besondere Stellung in seinem Werk nehmen die Panoramabilder von Basel ein, darunter zwei großformatige Längspanoramen. Seine fünf Panoramen zeigen die Stadt Basel von verschiedenen Türmen aus. Auch den Blick von St. Chrischona und vom Passwang hat Winterlin in Panoramen festgehalten.